# Rudolf Seibold

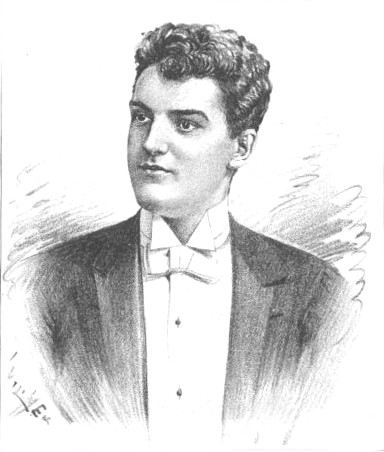
Rudolf Seibold im Jahre 1894

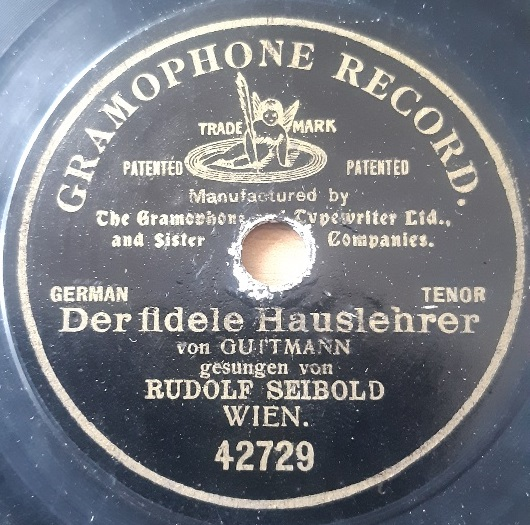
Schallplatte von Rudolf Seibold (Wien 1902)

Rudolf Seibold, eigentlich Rudolf Seiboldny (* 1. April 1874 in Wien; † 3. Februar 1952 in München) war ein österreichischer Schauspieler und Operettensänger (Tenor).

## Leben
Bereits als Knabe trat er mit dem Wiener Schrammel-Quartett auf und gab kleine Lieder zum Besten. Auch übernahm er Kinderrollen am Wiener Theater in der Josefstadt. Der Künstler absolvierte eine kurze Ausbildung zum Sänger und Schauspieler. 1889 debütierte als Blind in der Operette Die Fledermaus am Theater in der Josefstadt, dem er bis 1891 angehörte. Es folgten Bühnenengagements am Theater von Iglau (als Chorist mit Solo-Verpflichtung), am Theater von Preßburg (Bratislava), in Reichenberg in Böhmen (Liberec), am Theater von Brünn (Brno), am Theater an der Wien, am Theater von Olmütz (Olomouc), am Orpheum in Wien, am Berliner Nationaltheater schließlich ab 1905 am Theater am Gärtnerplatz in München. An letztgenannter Musikbühne fand er seine künstlerische Heimat:
Gleich in das Jahr nach seinem Antritt fällt ein wichtiges Theaterereignis, die Erstaufführung der 'Lustigen Witwe' von Lehár, mit der eine neue Glanzzeit der Wiener Operette begann. Und am jenen 6. Oktober 1906 sang sich Rudolf Seibold als Danilo vollends in die Herzen der Münchner. Über 300mal hat er dann diese Rolle verkörpert, und kaum weniger oft den Leutnant Nicki in 'Walzertraum' von Oscar Strauss.
Zusammen mit Gisela Fischer bildete er das Traumpaar der Münchner Operettenwelt. 1952 stand er zum letzten Mal als Kaiser Franz-Joseph auf der Bühne. Des Künstlers Tochter war Mizzi Seibold (1902–?), die seit Ende der 1920er Jahre vor allem an süddeutschen und österreichischen Theatern als Operettensängerin große Erfolge feierte. Rudolf Seibold starb im Alter von 77 Jahren.

## Grabstätte
Die Grabstätte von Rudolf Seibold befindet sich auf dem Münchner Waldfriedhof (Grabnr. 103-2-29).

## Namensgeber für Straße
Nach Rudolf Seibold wurde 1956 in München im Stadtteil Blumenau (Stadtbezirk 20 - Hadern) die Rudi-Seibold-Straße benannt.Lageplan

## Rollenrepertoire (Auswahl)
- Andredl Das verwunschene Schloß
- Danilo Die lustige Witwe
- Niki Ein Walzertraum
- Hans Ritter Der unsterbliche Lump
- Liebe Augustin Der liebe Augustin
- Boni Die Csárdásfürstin
- Baron Schober Das Dreimäderlhaus
- Leopold Im weißen Rössl
- Fridolin Die Rose von Stambul
- Richard Schwarzwaldmädel